# Caparrapí
Caparrapí – miasto w Kolumbii, w departamencie Cundinamarca.